# Женская сборная Азербайджана по футболу
Женская национальная сборная Азербайджана по футболу (азерб. Qadınlardan ibarət Azərbaycan milli komandası) — представляет Азербайджан на международных матчах по футболу. Управляется Ассоциацией Футбольных Федераций Азербайджана.

## История
В сезоне 2023/24 большинство игроков сборной выступали в чемпионате Турции по футболу.

## Лига наций
В сезоне 2023/2024 команда выступала в Дивизионе C. В группе C1 дивизиона команда заняла 1 место, одержав 5 побед в 6 матчах, и вышла в дивизион В.

## Отбор к ЧЕ 2022
В отборочном турнире к чемпионату Европы 2022 сборная заняла 5 место в группе D.

## Отбор к ЧМ 2023
В отборочном турнире к чемпионату мира 2023 сборная заняла 4 место в группе E.

## Отбор к ЧЕ 2025
Сборная участвует в отборочном турнире к чемпионату Европы 2025.
На групповом этапе команда участвовала в 1-й группе Лиги В.
В июле 2024 года впервые команда вышла в плей-офф отборочного турнира. Однако, заняв последнее место в группе, команда вылетела в Лигу C.

## Текущий состав
На июль 2024 года:
Вратари: Айтадж Шарифова, Гюнай Исмаилова, Наргиз Алиева
Защитники: Диана Мамедова, Нигяр Мирзалиева, Айшан Ахмедова, Маня Моллаева, Вусала Сейфаддинова, Наргиз Гаджиева, Камилла Мамедова, Вусала Гаджиева, Алина Дорофеева, Милана Рагимова, Йелиз Аджар.
Полузащитники: Жале Махсимова, Фирангиз Теймурова, Севиндж Джафарзаде (к), Кристина Бакарандзе, Назлыджан Парлак, Перитан Боздаг, Айсун Алиева, Фидан Джафарова.
Нападающие: Эсра Манья, Джошгуна Алиева, Ханым Асадова.

## Главные тренеры
- Венера Мурадова (? — 2006)
- Борис Тибилов (и.о.) (апрель 2006 — ?)
- Шамиль Гейдаров
- Сиясет Аскеров (2024)[7]

## Рейтинг-лист ФИФА

### 2022
Рейтинг-лист ФИФА по состоянию на 25 марта 2022 года
- 78   Гонконг — 1307,23
- 79   Гватемала — 1293,88
- 80   Алжир — 1288,27
- 81   Азербайджан — 1274,04
- 82   Мали — 1273,24
- 83   Лаос — 1272,76
- 84   Черногория — 1269,8

### 2017
Рейтинг-лист ФИФА по состоянию на 12 января 2017 года.
- 88 (0)   Замбия - 395
- 89 (-4)   Ливия - 390
- 90 (+1)   Того - 386
- 90 (0)   Азербайджан - 386
- 91 (+1)   Антигуа и Барбуда - 370
- 92 (-1)   Руанда - 368
- 92 (+1)   Финляндия - 368